# Казка (роман)
Казка (англ. Fairy Tale) — роман американського письменника Стівена Кінга у жанрі темного фентезі, що побачив світ англійською мовою 6 вересня 2022 у американському видавництві «Чарльз Скрібнерз санс» та у британському видавництві «Годдер і Стоутон». Українською книгу випустило видавництво «Клуб Сімейного Дозвілля» 1 червня 2023.

## Сюжет
Чарлі Рід (англ. Charlie Reade) — сімнадцятирічний хлопець, який живе в сільській місцевості Америки зі своїм овдовілим батьком Джорджем. Коли Чарлі було сім років, його матір на смерть збив фургон, і горе призвело його батька до алкоголізму, від якого він зрештою вилікувався.
Одного разу Чарлі знаходить свого літнього сусіда містера Говарда Боудіча (англ. Mr. Howard Bowditch) травмованим у дворі його будинку та викликає швидку допомогу. Чарлі приймає рішення доглядати за німецькою вівчаркою містера Боудіча на прізвисько Радар (англ. Radar), допоки містер Боудіч залишається в лікарні. Містер Боудітч ділиться з Чарлі своїм пістолетом 45-го калібру та запасом золотих камінців, які він використовує для оплати лікарняних рахунків. Кілька місяців по тому здоров'я Радар значно погіршилося, а містер Боудітч переніс серцевий напад і помер. Він залишає Чарлі аудіоповідомлення, в якому говорить, що йому насправді було 120 років і що замкнений сарай на його задньому дворі містить портал в інший світ. У цьому світі існує чарівний сонячний годинник, який був секретом його довголіття. Містер Боудітч визнає, що золото він приніс з того іншого світу, та закликає Чарлі тримати це в секреті, щоб запобігти його експлуатації. Сповнений рішучості продовжити життя Радар, Чарлі вирішує знайти сонячний годинник і поновити життєві сили собаки. На Чарлі нападає бомж зі зброєю, але він перемагає його, прогнавши нападника та відібравши у нього зброю.
Чарлі, тепер озброєний двома пістолетами, подорожує в інший світ, який, як він дізнається, називається Емпіс (англ. Empis). Він зустрічає шевчиню на ім'я Дора (англ. Dora) та вигнаних членів королівської родини Галлієн (англ. Gallien): Лію (англ. Leah), Стівена «Вуді» Вудлі (англ. Stephen "Woody" Woodleigh) та Клаудію (англ. Claudia), які дають Чарлі поради та щедро пригощають смачною їжею. Чарлі дізнається про Літаючого вбивцю (англ. Flight Killer), велике зло, яке усунуло королівську родину. Члени родини, що вижили, були прокляті інвалідністю та каліцтвом, а мешканці Емпіса вражені хворобою, відомою як «сірина» (англ. "the grey"). Чарлі добирається до безлюдного міста Лілімар (англ. Lilimar) і знаходить сонячний годинник, що омолоджує Радар. Однак на їхньому шляху з міста Чарлі заблукав і потрапив до полону немертвих «нічних солдатів» (англ. night soldiers). Радар втікає, а Чарлі запроторюють до підземної в'язниці під назвою Глибокий Малін (англ. Deep Maleen).
Під час ув'язнення він та інші в'язні змушені тренуватися для турніру в гладіаторському стилі за олімпійською системою, відомого як «Fair One». Від ув'язнених Чарлі дізнається, що Літаючого вбивцю насправді звуть Елден (англ. Elden) і він є братом Лії. Він також виявляє, що його раніше каштанове волосся та очі стають світлими та блакитними відповідно, що, на думку в'язнів, є ознакою того, що Чарлі є їхнім справжнім принцом і рятівником. Згодом розпочинається турнір, до участі в якому заявлено 32 учасники. Чарлі перемагає в першому раунді, але перед початком другого раунду він і в'язні, що залишилися, втікають із в'язниці за допомогою наглядача на ім'я Персі (англ. Pursey).
Опинившись за межами міста, Чарлі возз'єднується з Радар, Дорою та родиною Галлієнів. Вони розповідають Чарлі про минуле Елдена: як двоє наймолодших братів і сестер, Лія та Елден були дуже близькі. Однак Елден зазнав жорстоких знущань через його зовнішність і каліцтва. У якийсь момент Елден виявив Глибокий колодязь (англ. Deep Well), який можна відкрити лише тоді, коли два місяці-супутники Емпіса зійдуться в небі, і всередині якого живе зла істота на ім'я Гогмагог (англ. Gogmagog). Елден відкрив Глибокий колодязь, що призвело до того, що він став Літаючим вбивцею, отримавши сили як маріонетка Гогмагога, та наклав на Емпіс прокляття з почуття помсти за погане поводження з ним у минулому. Вони планують повернутися до Лілімара та перемогти Літаючого вбивцю до того, як місяці знову зіткнуться, і він знову зможе відкрити Глибокий колодязь. На початку Лія, через родинне почуття любові до Елдена, відмовляється вірити у те, що її брат насправді вбивця. Однак Чарлі переконує її приєднатися до них.
Чарлі, Лія та Радар очолюють невелику групу, щоб проникнути в місто та врешті-решт знайти Глибокий колодязь. Літаючий вбивця чекає біля його входу саме тоді, коли два місяці мають зійтися, а колодязь відкривається. Лія, нарешті побачивши на власні очі Літаючого вбивцю, приймає те, ким він став, і вбиває його своїм кинджалом, перш ніж Гогмагог затягує його в колодязь і вбиває. Коли Гогмагог з'являється, Чарлі — згадавши історію про Румпельштільцхена — неодноразово виголошує його ім'я, змушуючи його відступити назад до колодязя. Вони повертаються на поверхню, де Чарлі оголошує про їхню перемогу та проголошує Лію їх новою королевою.
Чарлі видужує від травм, отриманих під час зіткнення, і його волосся та очі повертаються до свого первісного кольору; тим часом городяни починають відбудовувати місто. Нарешті Чарлі та Радар прощаються та повертаються додому через портал. Чарлі, який вважався зниклим безвісти протягом чотирьох місяців перебування в Емпісі, возз'єднується з батьком у глибоких обіймах. В епілозі Чарлі бере свого батька в останню подорож до Емпіса, щоб довести йому його існування, перш ніж залити бетоном вхід до порталу, щоб ніхто інший не знайшов його.

## Історія створення
На початку пандемії Кінг запитав себе: «Що б ти міг написати, що зробило б тебе щасливим?» Автор надалі пояснив: «Наче моя уява чекала запитання, яке буде поставлено, я побачив величезне безлюдне місто — безлюдне, але живе. Я бачив порожні вулиці, будинки з привидами, голову горгульї, яка лежала на вулиці. Я бачив розбиті статуї (про що я не знав, але зрештою дізнався). Я побачив величезний розлогий палац із скляними вежами, такими високими, що їхні кінчики пробивали хмари. Ці зображення відкрили історію, яку я хотів розповісти».

## Видання українською
- Кінг С. Казка: роман / Пер. з англ. О. Захарченко, О. Любенко. — Харків : Книжковий клуб «Клуб Сімейного Дозвілля», 2023. — 752 с. — 10 000 прим. — ISBN 978-617-15-0013-6.